# Cueto, Cuba
Cueto là một đô thị và thành phố ở tỉnh Holguín của Cuba.

## Thông tin nhân khẩu
Năm 2004, đô thị Cueto có dân số 34.503 người. Diện tích là 326 km² (125,9 mi²), với mật độ dân số là 105,8người/km² (274người/sq mi).